# Студент (гора)
Сту́дент (также Зи́мна) (пол. Student (Zimna)) — гора в горном хребте Живецкие Бескиды. Расположена на границе Польши и Словакии. Высота — 935 метров.

## Описание
Гора Студент расположена на главном хребте Карпат в Живецком ландшафтном парке между перевалом Глинне и горой Бескид Кшижовский.
Гора расположена рядом с селом Корбелюв. Через гору проходит польско-словацкая граница. Пик и склоны горы покрыты лесом. Раньше на хребте и северо-восточных склонах горы была поляна Студент, в настоящее время она полностью заросла лесом. 
 С польской стороны через вершину горы проходит красная туристическая тропа (красная маркировка обычно означает трудный маршрут) — главный бескидский маршрут.
 На словацкой стороне горы проходит синий маршрут.
На словацкой стороне сохранились остатки окопов Второй мировой войны.